# 츠저우시
츠저우(한국어: 지주, 중국어: 池州, 병음: Chízhōu)은 안후이성 남서쪽에 위치한 지급시이다.
북서쪽으로 안칭, 북동쪽으로 우후, 퉁링, 동쪽으로 쉬안청, 남동쪽으로 황산, 남서쪽으로 장시성과 접한다.
중국 불교의 4대 성지 중 하나이자 김교각이 수행하였던 불교 지장보살의 성지 구화산이 칭양 현에 위치해있다.

## 역사

### 당이전
본래 단양군에 속했지만 선성군이 분리됨에 따라 선성군에 내속되었다. 621년(당 고조 무덕 4년), 선성군 추포현과 남릉현이 지주(池州)로 분리되었으나, 627년(당 태종 정관 원년) 선주에 폐지되었다. 765년(당 대종 영태 원년), 강서관찰사였던 이면(李勉)에 의해 청양현, 지덕현, 추포현이 다시 지주로 분리되었다. 또한 석태현(石埭縣)이 신설되었고 본주로 내속되었다. 4현 19,000호 87,967명을 거느렸다.
| 현명   | 한자   | 대략적 위치                                     | 비고 |
| ------ | ------ | ----------------------------------------------- | --- |
| 추포현 | 秋浦縣 | 츠저우시 구이츠구 우두산진(牛頭山鎭) → 츠저우시 | 지주가 복치되면서 現 츠저우시고성으로 옮겨졌다.                                                          |
| 청양현 | 青陽縣 | 츠저우시 칭양현                                 | 742년(당 헌종 천보 원년) 경현, 남릉현, 추포현에서 분리신설되었고 치소는 옛 임성(臨城)에 두었다.          |
| 지덕현 | 至德縣 | 츠저우시 둥즈현                                 | 757년(당 숙종 지덕 2년) 신설되었다.                                                                      |
| 석태현 | 石埭縣 | 황산시 황산구 소가촌(蘇家村)                    | 766년(당 대종 영태 2년) 추포현, 부양현(浮梁縣), 이현(黟縣)에서 분리신설되었고 옛 석태성에 치소를 두었다. |

### 송
상급주로 군명은 지양군(池陽郡)이었고 군사가 파견되었다. 1130년(건염 4년), 강남동로와 강남서로를 분리하면서 안무사를 두었고 건강, 태평주, 선주, 휘주, 요주, 광덕군이 강남동로에 편입되었다. 건강로안무사(建康路安撫使)가 지주를 겸하면서 본로에 이관되었다. 숭녕 연간에는 135,059호, 206,932명이 살았다. 종이, 붉고 흰 생강을 공납으로 바쳤다. 6현을 두었다. 동전을 주조하는 영풍감(永豐監)을 두었다.
| 현명   | 한자   | 대략적 위치              | 현급 | 비고 |
| ------ | ------ | ------------------------ | ---- | --- |
| 귀지현 | 貴池縣 | 츠저우시 구이츠구        | 望   | 926년(후당 명종 천성 원년) 지금의 이름으로 개명되었다.                                                                  |
| 청양현 | 靑陽縣 | 변화없음                 | 上   | 개보 말에 동릉현과 함께 본주로 내속되었다.                                                                              |
| 동릉현 | 銅陵縣 | 퉁링 시                  | 上   | 951년(후주 태조 광순 원년) 신설되었다.                                                                                  |
| 건덕현 | 建德縣 | 츠저우 시 둥즈 현        | 上   | 당나라 지덕현(至德縣)을 오나라에서 지금의 이름으로 개명했다.                                                            |
| 석태현 | 石埭縣 | 황산 시 영풍향일대       | 上   | 1225년(남송 영종 가정 18년), 츠저우시 스타이현으로 치소가 옮겨졌다가 1231년(남송 이종 소정 4년) 원래 위치로 돌아왔다.   |
| 동류현 | 東流縣 | 츠저우 시 둥즈 현 동류진 | 中下 | 953년(후주 태조 광순 3년) 동류장(東流場)이 현으로 승격되며 설치되었다. 978년(태평흥국 3년), 강주에서 본주로 이관되었다. |

2000년 6월에 츠저우 시(지급시)가 설립되었다.

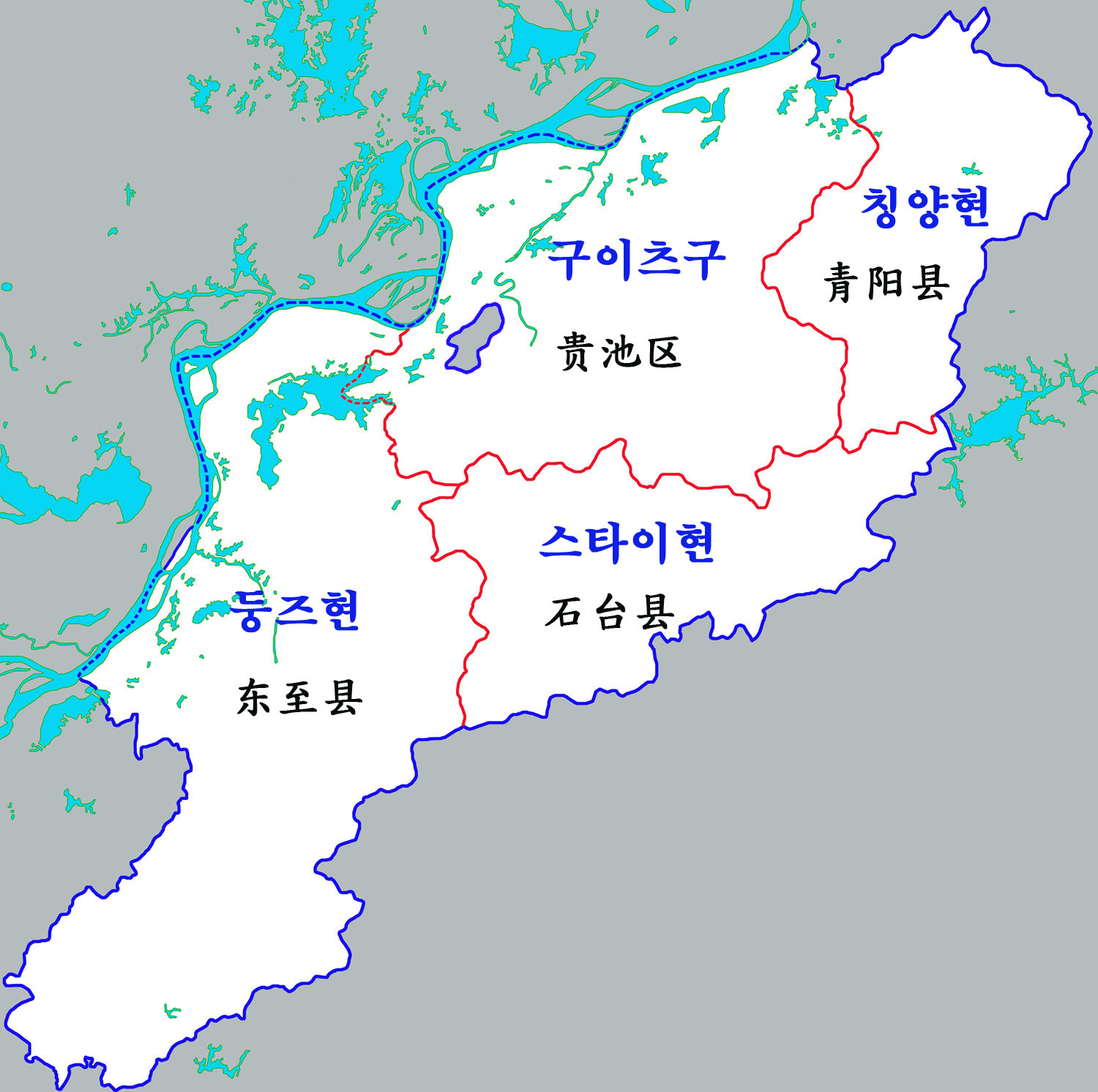
츠저우시 현급행정구역도

## 행정 구역
1개의 시할구와 3개의 현을 관할한다.
시할구
- 구이츠 구(贵池区)

현
- 둥즈 현(东至县)
- 스타이 현(石台县)
- 칭양 현(青阳县)

## 교통

### 철도
- 츠저우 역 (중국철로고속 이용가능)

### 항공
- 츠저우 지우화산 공항